# Огурчик Рик
«Огу́рчик Рик» (англ. Pickle Rick) — третий эпизод третьего сезона американского мультсериала «Рик и Морти». Сценарий к эпизоду написала Джессика Гао, а режиссёром выступил Энтони Чун.
Премьера эпизода состоялась 6 августа 2017 года в блоке Adult Swim на Cartoon Network. Эпизод посмотрели около 2,3 миллиона зрителей во время выхода в эфир.

## Сюжет
Пока Бет, Морти и Саммер готовятся к семейной терапии, Рик сообщает Морти, что он не сможет пойти, превратив себя в огурец. Он отрицает, что провёл этот эксперимент, чтобы избежать терапию, но семья замечает механизм, созданный для того, чтобы бросить в него шприц вскоре после их ухода. Бет забирает шприц, оставляя Рика одного на своём верстаке.
Рика смахивает с верстака кошка, а затем смывает в канализацию во время дождя. Несмотря на то, что его единственная подвижность — это движение рта, он убивает таракана, устраивает лабораторию в канализации и строит себе экзоскелет с электроприводом из трупов крыс. С помощью реактивного ранца он сбегает из канализации в туалет на охраняемом участке, где убивает нескольких охранников. Глава комплекса отправляет заключённого по имени Ягуар сразиться с Риком, но Рик убеждает Ягуара присоединиться к нему, и они вместе сбегают на вертолёте главы после того, как устроили взрыв, убив тем самым главу.
Между тем, терапевт доктор Вонг спрашивает Бет о решении Рика превратиться в огурец, в то время как та уходит от ответа, спрашивая о Саммер, нюхавшею горшёчную эмаль, и Морти, обмочившегося на уроке. Бет отрицает, что в шприце была анти-огуречная сыворотка, и Вонг предлагает ей и Рику избегать эмоциональной уязвимости. Когда семья выражает свои чувства, входит Рик, чтобы взять шприц. Вонг заставляет его признать, что это анти-огуречная сыворотка, и что он солгал Бет, чтобы избежать терапии. Рик говорит, что не видит ценности в терапии, потому что хочет изменить мир. Вонг говорит, что использует интеллект, чтобы оправдать болезнь и избежать самосовершенствования.
По пути домой Рик извиняется перед Бет за ложь, а затем использует шприц, чтобы снова превратиться в человека. Морти и Саммер проявляют интерес к дальнейшей терапии, но Рик и Бет игнорируют их, высмеивая Вонга и планируя пойти выпить.
В сцене после титров злодей Концерто готовится убить Рика и Морти на своём гигантском пианино, но Ягуар спасает их. Рик говорит Морти, что именно поэтому он не должен ходить на терапию.

## Отзывы
Дженни Джефф из Vulture оценила эпизод на 5/5, как «кислотное путешествие по Фрейду», которое является «сюрреалистичным и самосознательным». Джо Матар из Den of Geek оценил эпизод на 4,5/5, найдя его «супер-увлекательным», похвалив «очаровательно глупую концепцию, которая перерастает в абсурдно раздутый кинетический сюжет боевика». Джесси Шедин из IGN оценил эпизод на 8,7/10, как «самое интересное». Зак Блюменфельд из Paste оценил эпизод на 8,2/10, одобрив «сильный эмоциональный удар» в финале.
Зак Хэндлен из The A.V. Club дал эпизоду оценку A, похвалив шутки с участием доктора Вонга, работающего с наркоманами, страдающими копрофагией. Стив Грин из IndieWire дал эпизоду оценку B+, похвалив его как «один из лучших примеров того, как Рик Санчез отвлекается от всех законов природы и физики и восхищается результатами».